# Occhio per occhio?
Occhio per occhio? è un racconto popolare appartenente alla cultura Hausa, diffusa nell'Africa occidentale e che ha una significativa presenza in nazioni come la Nigeria, il Sudan, il Camerun, il Ghana, la Costa d'Avorio e il Ciad.

## Genere letterario
Il racconto è catalogabile nell'ambito dei racconti-dilemma, ossia di quelli incentrati sull'aspetto morale della vita, dell'
uomo e delle sue azioni, raccontati con il preciso scopo di indurre un dibattito su particolari tematiche, quali la famiglia e la vita comunitaria.
In questo tipo di racconti, talvolta, non è prevista né una soluzione al problema né tanto meno risposte e per questo motivo sono anche chiamati indovinelli ed enigmi, perché è considerato prioritario il dibattito innescato dal racconto, che peraltro risulta tutt'altro che infruttuoso e sterile, dato che, generalmente, vige la figura di un moderatore svolta da un anziano saggio che cerca di riassumere le varie opinioni usando una buona dose di eloquenza.

## Trama
Un giorno, il figlio di un capo si mise in viaggio per visitare una figlia di un altro capo, di cui aveva sentito cantare le lodi. Durante il tragitto incontra un ragazzo molto povero, un servitore, che vive assieme al padre e non possiede nulla tranne un perizoma, che indossano a turno. L'altolocato chiede al giovanotto di seguirlo e lo veste da cima ai piedi.
Quando incontrano la principessa, lei si innamora del servitore e si mostra indifferente al suo stato economico e sociale. Riesce a sposarlo e organizza le nozze tra sua madre ed il padre dell'ex ragazzo povero che viveva dentro un baobab.
Un bel giorno però la coppia più anziana scoppia in una furibonda lite, durante la quale il padre del ragazzo cava un occhio alla moglie. La giovane sposa chiede al ragazzo di fare altrettanto al padre, pena l'annullamento del matrimonio.
Il racconto si arresta a questo punto e quindi termina senza che venga prospettato un epilogo certo.